# 石涧站
石涧站是一个侯月线上的铁路车站，位于河南省济源市石涧，建于1995年，目前为五等站，邮政编码为454661。目前不办理客、货运营业。